# Mirsk

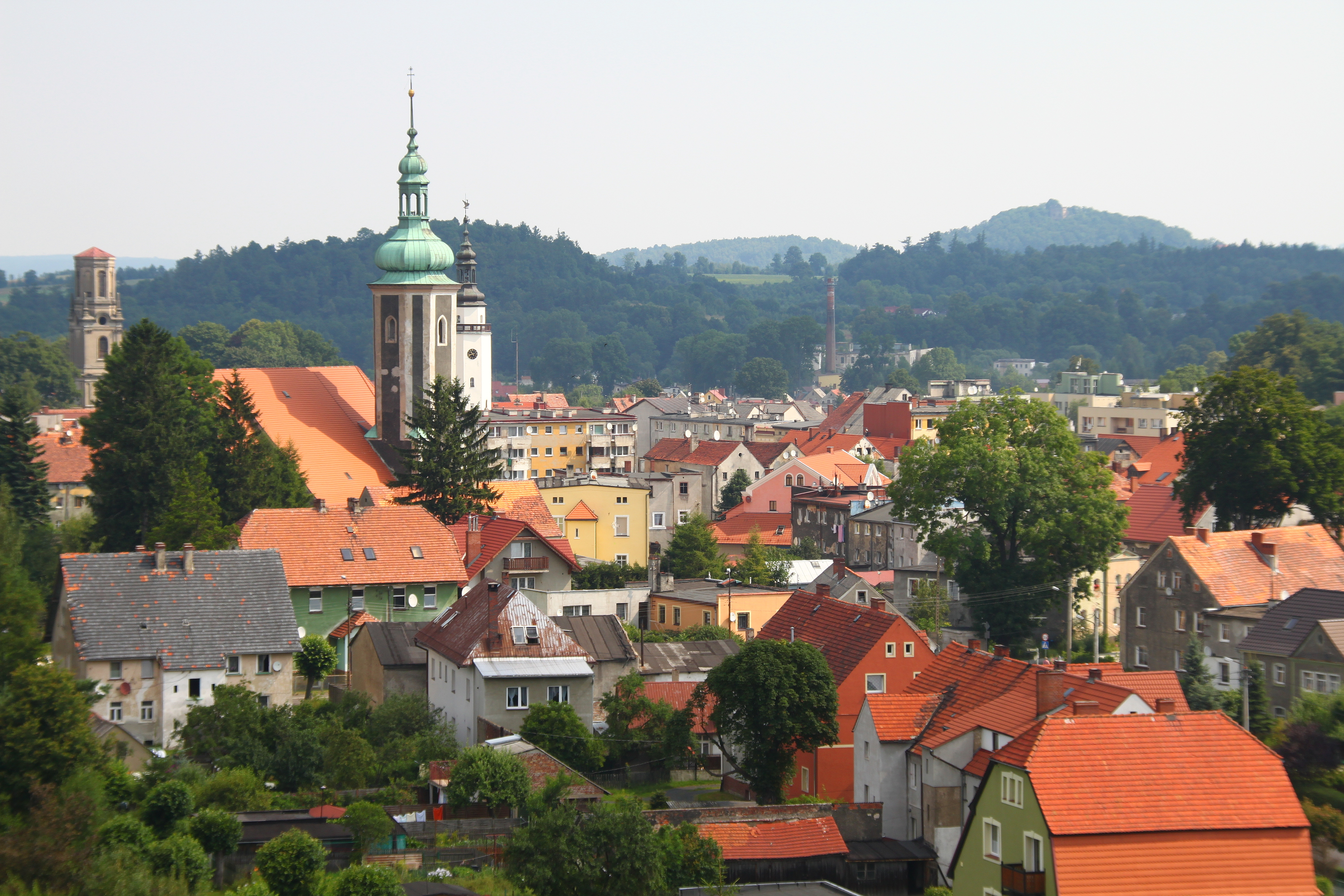
Ansicht der Stadt aus der Vogelperspektive

Mirsk [mjirsk] (deutsch Friedeberg/Isergebirge, vormals Friedeberg am Queis) ist eine Stadt im Powiat Lwówecki der Woiwodschaft Niederschlesien in Polen. Sie ist zugleich Verwaltungssitz der Stadt- und Landgemeinde Mirsk mit 8461 Einwohnern (Stand 31. Dezember 2020).

## Geographie
Mirsk liegt 34 Kilometer südöstlich von Görlitz und 25 Kilometer nordwestlich von Jelenia Góra (Hirschberg), nahe der Grenze zu Tschechien. Der Grenzübergang Czerniawa-Zdrój (Bad Schwarzbach) ist etwa zehn Kilometer entfernt. Die Stadt erstreckt sich in einem Tal des Isergebirgsvorlandes am linken Ufer des Queis.

## Geschichte

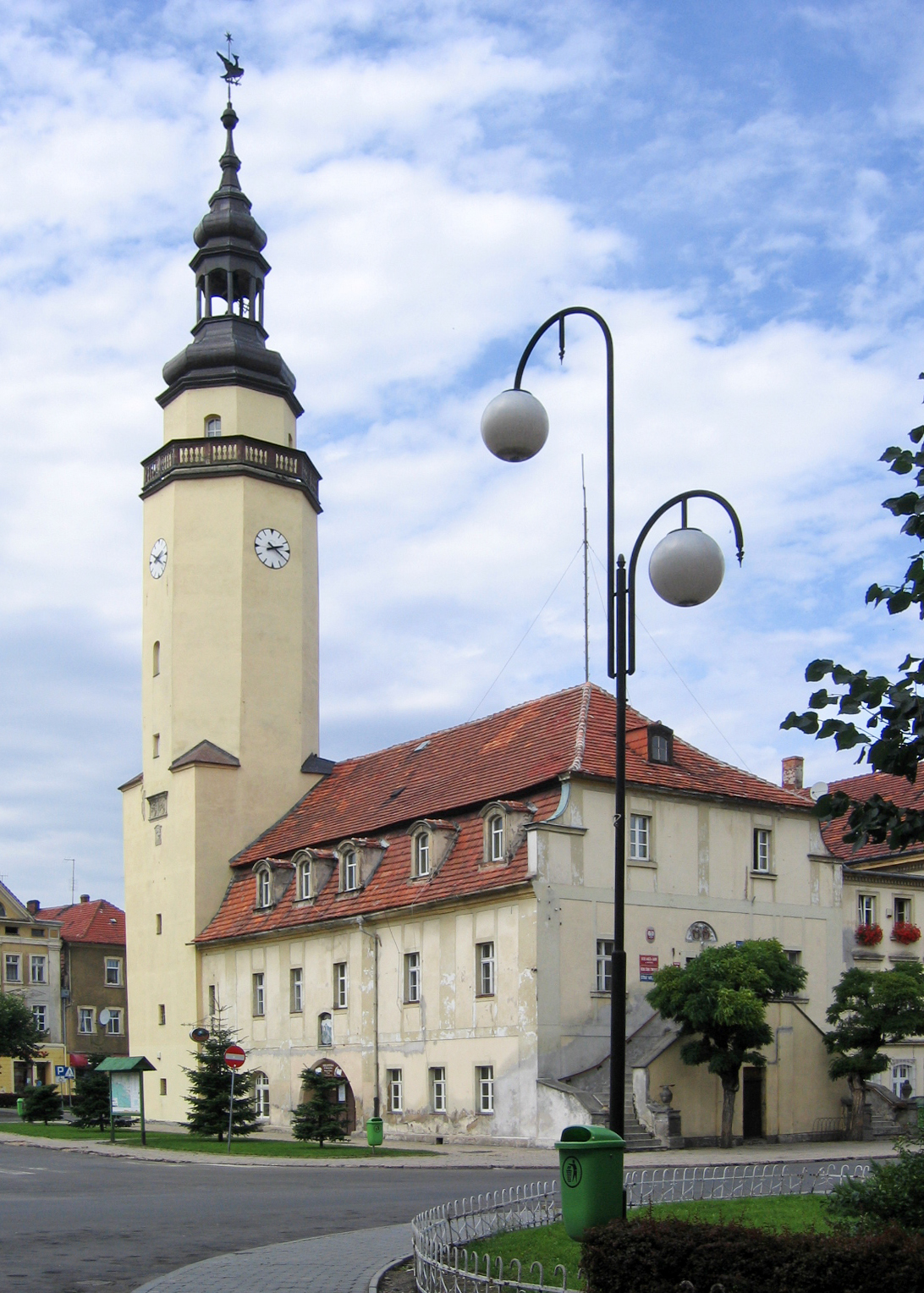
Rathaus

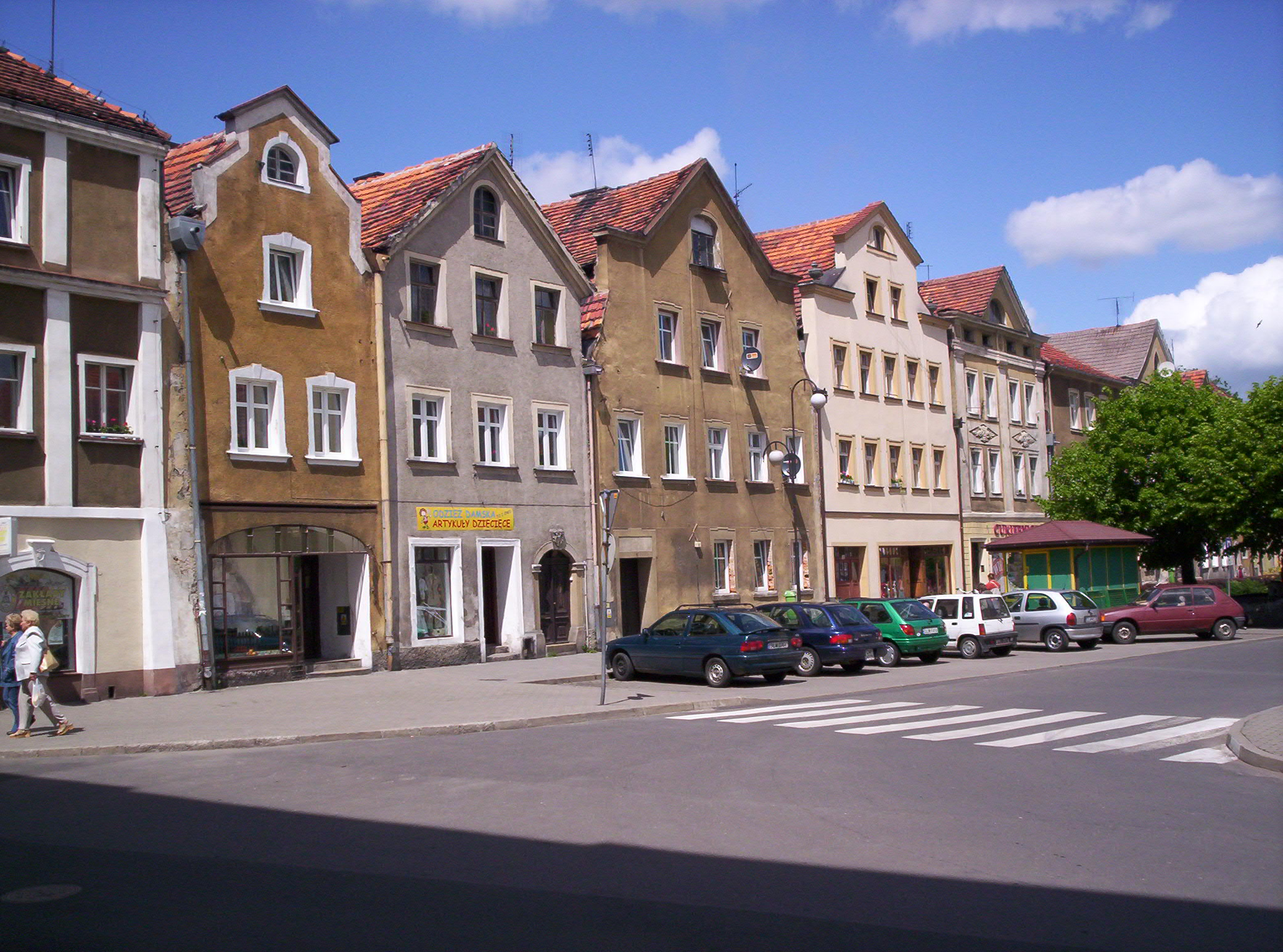
Bebauung am Ring

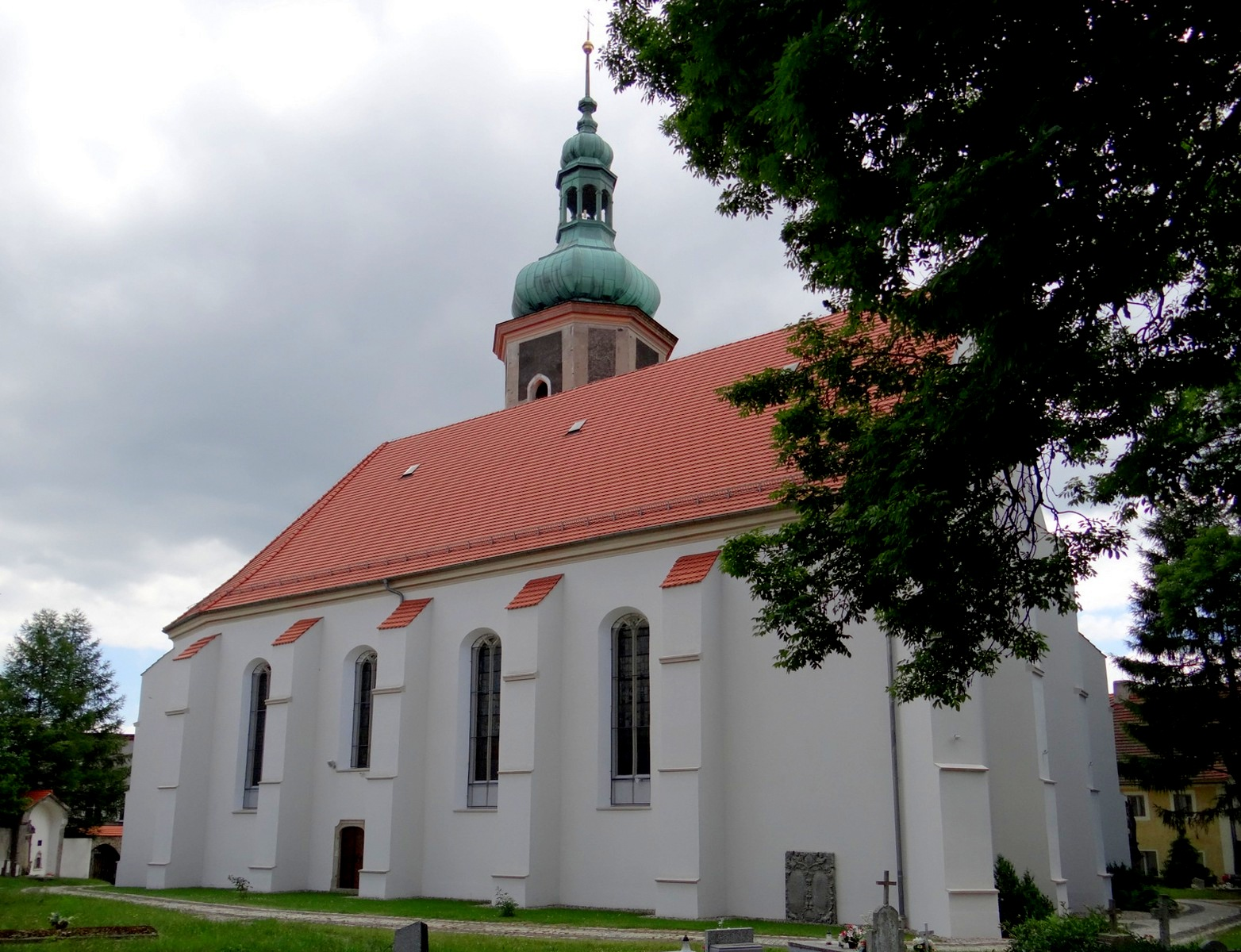
Pfarrkirche Mariä Verkündigung

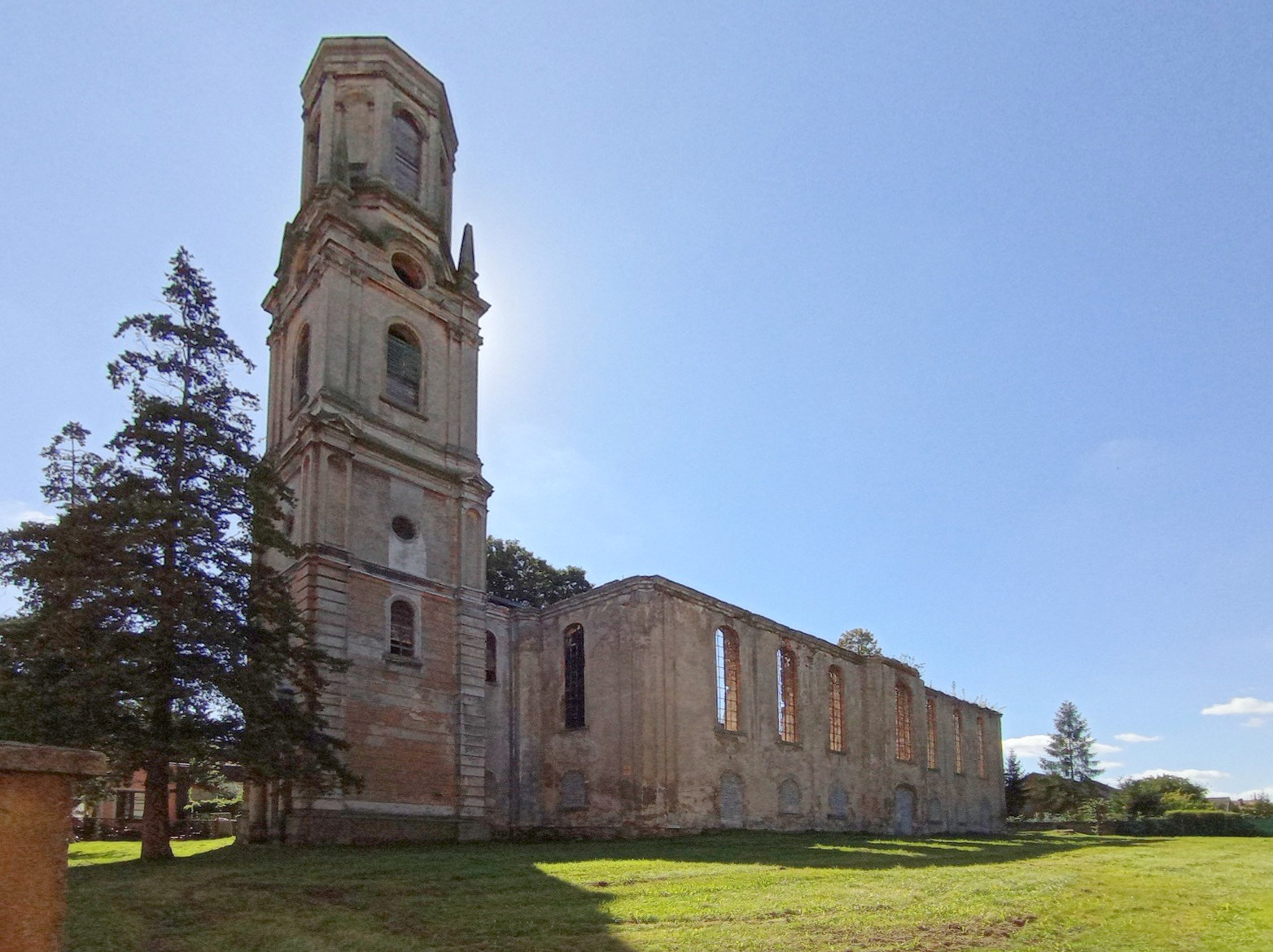
Ruine der evangelischen Kirche

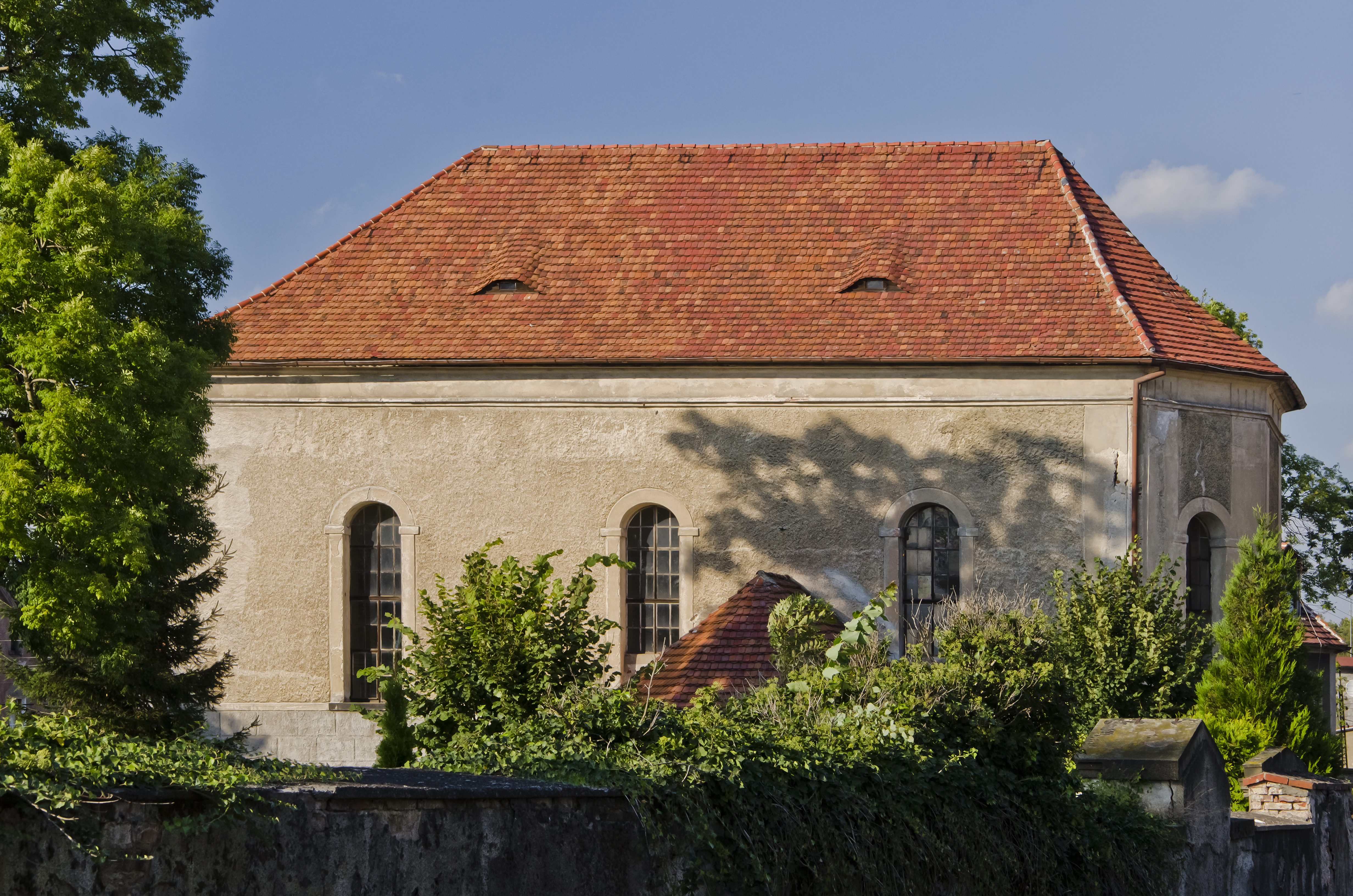
Friedhofskapelle St. Barbara

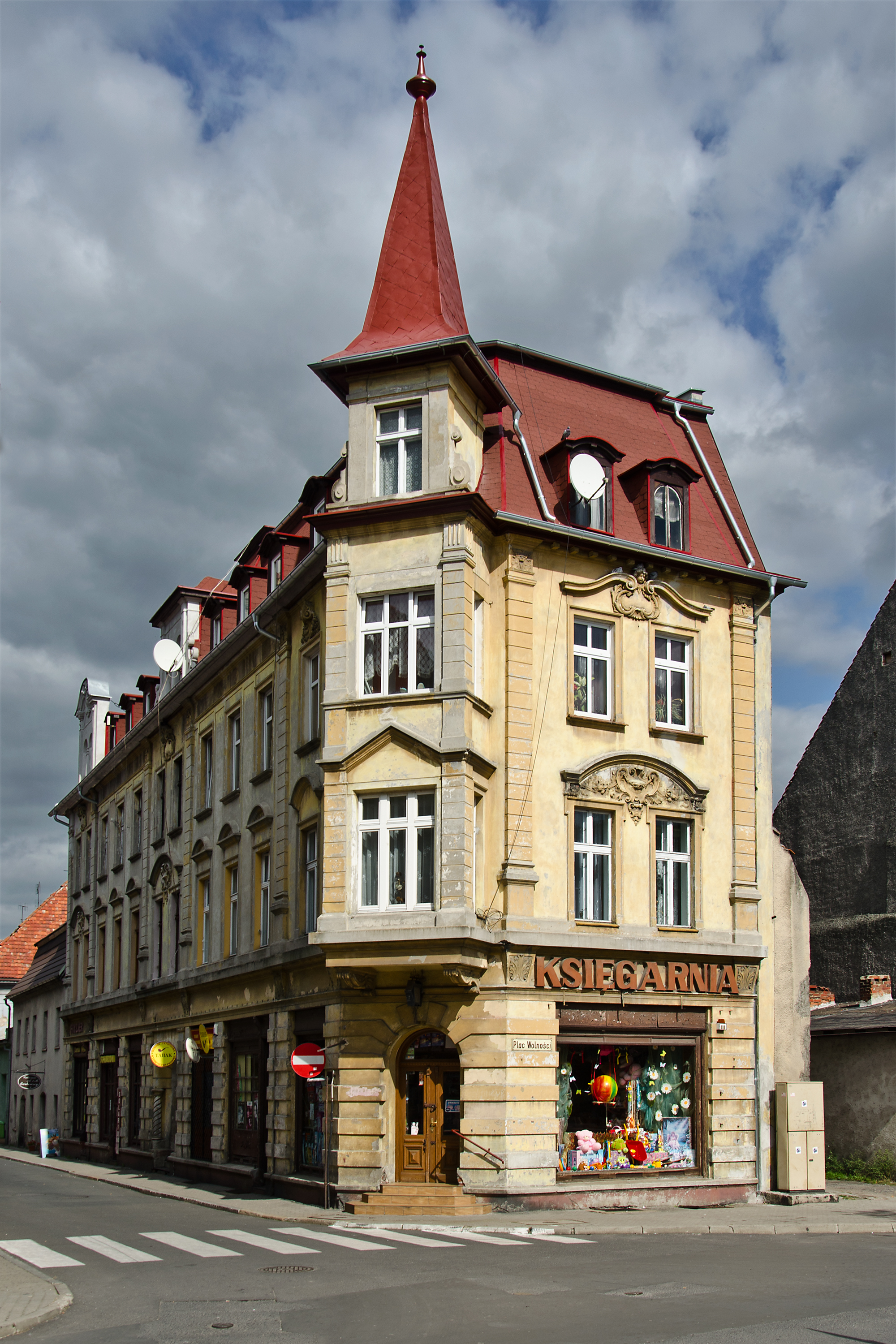
Geschäftshaus, erbaut 1898

Friedeberg gehörte ursprünglich zum böhmischen Queiskreis, der links des Queis bis zu dessen Knick nach Norden (bei Marklissa) lag und zur Oberlausitz gehörte, dessen südöstlichsten Zipfel er bildete. Es soll auf eine Siedlung zurückgehen, die am Queis-Übergang des Handelswegs Zittau–Hirschberg entstand und nach der Eule im Wappen des ersten Vogts, Bernard Rym, „Eulendorf“ genannt wurde.
An Stelle dieser Ansiedlung entstand vermutlich unter Herzog Heinrich I. von Jauer, dem von 1319 bis zu seinem Tod 1346 der Queiskreis gehörte, vor 1337 die Stadt „Fridberg“. Sie wurde planmäßig als Kolonistenstadt in dem strategisch wichtigen Gebiet der Preseka an der Grenze zu Schlesien angelegt und mit Löwenberger Stadtrecht ausgestattet. Obwohl der Queiskreis nach dem Tod des Herzogs Heinrich 1346 als erledigtes Lehen an die Krone Böhmen heimfiel, wurde Friedeberg als einziger Ort des Queiskreises nun zum Herzogtum Jauer gerechnet, was möglicherweise ein Hinweis auf die Stadtgründung durch Herzog Heinrich ist. Nach 1346 erhielt es das herzogliche Privileg zum Bierausschank sowie das bis heute verwendete Wappen. Da Herzog Heinrich I. ohne Nachkommen starb, fiel sein Teilherzogtum Jauer an seinen Neffen Bolko II., der es mit seinem Herzogtum Schweidnitz vereinte. Nach dessen ebenfalls kinderlostem Tod 1368 fiel Friedeberg zusammen mit dem Herzogtum Schweidnitz-Jauer erbrechtlich an die Krone Böhmen, wobei der Herzoginwitwe Agnes von Habsburg ein lebenslanger Nießbrauch zustand. Erst nach ihrem Tod 1392 konnte der böhmische König Wenzel, der ein Sohn Bolkos II. Nichte Anna von Schweidnitz war, das Erbe des nun böhmischen Erbfürstentums Schweidnitz-Jauer antreten. Ab etwa 1400 gehörte Friedeberg zur Grundherrschaft Greiffenstein, die im Besitz des Landeshauptmanns Benesch von Chusnik war, der sie dem Gotsche II. Schof verpfändete, von dem 1419 sie zusammen mit der Stadt Friedeberg erworben wurde. 1521 genehmigte der böhmische König Ludwig II. der Stadt einen Jahrmarkt.
Nach dem Ersten Schlesischen Krieg 1742 fiel Friedeberg zusammen mit dem größten Teil Schlesiens an Preußen. Erst nachdem die aus Holzbauten bestehende Stadt 1767 erneut abgebrannt war, wurde sie aus Stein aufgebaut. Am Ende des 18. Jahrhunderts standen in der Stadt 341 Privathäuser. Im Zuge der preußischen Verwaltungsreformen wurde Friedeberg 1816 dem Landkreis Löwenberg eingegliedert, mit dem es bis 1945 verbunden blieb.
Die wirtschaftliche Entwicklung der Stadt blieb gering. Bedeutung erlangten im 18. Jahrhundert der Leinwandhandel und die Strumpfstrickerei. Im 19. Jahrhundert kam es durch die Industrialisierung zu einem wirtschaftlichen Aufschwung, der mit dem 1884 erfolgten Anschluss an die Eisenbahnstrecke Greiffenberg–Friedeberg weiter gefördert wurde. 1904 erhielt Friedeberg eine Station an der Eisenbahnlinie ins nordböhmische Heinersdorf a. d. Tafelfichte und 1909 war es Anfangsstation der Isergebirgsbahn nach Bad Flinsberg. 1934 erfolgte die Umbenennung von Friedeberg am Queis in Friedeberg (Isergebirge).
Im Jahr 1945 gehörte Friedeberg zum Landkreis Löwenberg im Regierungsbezirk Liegnitz der preußischen Provinz Niederschlesien des Deutschen Reichs.
Am Ende des Zweiten Weltkriegs wurde Friedeberg mit dem größten Teil Schlesiens am 8. Mai 1945 von der Roten Armee besetzt. Anschließend wurde die Stadt unter polnische Verwaltung gestellt und umbenannt. Es wanderten Polen zu, und die deutschen Bewohner wurden von der örtlichen polnischen Verwaltungsbehörde aus Friedeberg vertrieben. In Anlehnung an den deutschen Ortsnamen führten die Polen für die Stadt zunächst die Bezeichnung Spokojna Góra ein, was „Ruhiger Berg“ bedeutet. Die Bezeichnung „Mirsk“, die sich vom Wort „mir“ für Frieden ableitet, wurde 1947 eingeführt. Obwohl die Stadt im Zweiten Weltkrieg nicht zerstört wurde und die bisherigen Wirtschaftszweige weitergeführt wurden, erlebte die Stadt einen städtebaulichen Niedergang und Verfall. Der Bahnverkehr ins tschechoslowakische Jindřichovice pod Smrkem wurde eingestellt, später auch alle anderen Bahnverbindungen. 1961 wurde das Dorf Skarbków (Gräflich Röhrsdorf) in die Stadt eingemeindet.
Nach der politischen Wende in Polen 1989 wurden viele der örtlichen Betriebe unrentabel und mussten geschlossen werden. 1991 trat die Stadt- und Landgemeinde Mirsk der Euroregion Neiße bei. Nach dem Ende der sozialistischen Rohstoffausbeutung im Isergebirge konnte die Stadt mit ihrer gut erhaltenen Altstadt und der reizvollen Landschaft touristisch erschlossen werden. 2007 wurde eine 2,4 km lange und 40 m breite Skipiste mit einer Sesselbahn gebaut, die im nahegelegenen Świeradów-Zdrój beginnt und durch Mirsker Gemeindegebiet verläuft.
Im Bereich des Dorfes Giehren wurden ab dem 16. Jahrhundert Zinnerze sowie in geringen Mengen Silber abgebaut, die zuvor von Joachimstaler Bergleuten entdeckt wurden. Der habsburgische Kaiser erteilte am 20. Juli 1587 das „Kaiserlich Rudolph’sche Bergprivilegium“, für die zuziehenden Bergleute wurde eigens eine Siedlung „Bergfreiheit Greiffenthal“ gegründet, in der sie der speziellen Berggerichtsbarkeit unterworfen waren, aber deutlich mehr Rechte als die weitgehend leibeigenen Bewohner der umliegenden Dörfer genossen. Die Erträge waren jedoch eher gering, der Bergbau kam im 19. Jahrhundert weitgehend zum Erliegen.

### Bevölkerungsentwicklung
| Jahr | Einwohner | Anmerkungen                                          |
| ---- | --------- | ---------------------------------------------------- |
| 1885 | 2712      | [ 4 ]                                                |
| 1890 | 2670      | davon 2165 Evangelische, 466 Katholiken und 18 Juden |
| 1910 | 2553      | [ 7 ]                                                |
| 1933 | 3746      | [ 5 ]                                                |
| 1939 | 2882      | [ 5 ]                                                |
| 1970 | 4390      | [ 1 ]                                                |
| 1983 | ~ 4200    | [ 8 ]                                                |
| 2000 | 4250      |                                                      |
| 2012 | 8883      | Gemeinde                                             |

## Gemeinde
Zur Stadt-und-Land-Gemeinde (gmina miejsko-wiejska) Mirsk mit einer Fläche von 186,6 km² gehören die Stadt selbst und 28 Dörfer mit Schulzenämtern.

## Partnerschaften
Die Stadt Mirsk unterhält Partnerschaften mit folgenden Städten:
- Nové Město pod Smrkem, Tschechien, seit 1999
- Herford, Nordrhein-Westfalen, seit 2000
- Świeradów-Zdrój, Polen

Darüber hinaus gibt es eine Zusammenarbeit mit folgenden Orten:
- Issoire, seit 1995
- Perrier, Frankreich, seit 1997
- Aurich, Niedersachsen, seit 1998
- Görlitz, Sachsen, seit 1998

## Sehenswürdigkeiten
- Die bereits 1346 erwähnte Pfarrkirche Mariä Verkündigung wurde 1562–1567 von den Grundherrn Schaffgotsch im Stil der Spätgotik neu errichtet und diente dann bis 1654 als evangelisches Gotteshaus. Der dreischiffige Kirchenraum wird von einem sechsjochigen Kreuzrippengewölbe überspannt. Aus dem Barock stammen der Zwiebelturmhelm des seitlich angebauten Glockenturms sowie die Innenausstattung. Der spätbarocke Hauptaltar wurde in der zweiten Hälfte des 18. Jahrhunderts geschaffen. Das Altarbild schuf 1858 der Maler Julius Schneider. Einer der Seitenaltäre aus der zweiten Hälfte des 18. Jahrhunderts erhielt nach 1945 eine Gemäldekopie der Muttergottes aus dem Wilnaer Tor der Morgenröte.
- Das Rathaus am Ring wurde nach 1546 im Renaissancestil errichtet und nach einem Brand 1794/95 wieder aufgebaut. 1805 wurde es um ein Geschoss aufgestockt und 1867 um den Ostflügel erweitert. An der Hauptfassade befinden sich Wappenkartuschen der Herren von Schaffgotsch und Zedlitz.
- Den Ring und die von hier abzweigenden Straßen säumen Bürgerhäuser aus dem 18. und 19. Jahrhundert.
- Die Evangelische Kirche wurde 1768 errichtet und 1881 durch einen hohen Frontturm ergänzt. Nach der Vertreibung der meist evangelischen deutschen Bewohner verfiel das ungenutzte Gebäude, brannte 1956 aus und ist als Ruine erhalten.
- Die Friedhofskapelle St. Barbara wurde 1502 geschaffen und nach einem Brand 1699 Anfang des 18. Jahrhunderts wiederaufgebaut. Die neobarocke Ausstattung stammt aus dem 19. und 20. Jahrhundert. 1902 und 1922 erfolgten Instandsetzungen als Stiftung die Herren von Schaffgotsch.

## Söhne und Töchter der Stadt
- Stanislaus Rücker (1649–1734), Akzisedirektor und Stadtrat in Berlin
- Johann Christoph Schwedler (1672–1730), lutherischer Theologe und Kirchenlieddichter
- Johann Gottlob Worbs (1760–1833), Theologe und Historiker
- Franz Paul Scholz (1772–1837), Geistlicher, Naturwissenschaftler und Forschungsreisender
- Kurt Gebauer (1909–1942), Klassischer Archäologe
- Helga Paetzold (1933–1990), Kunstweberin
- Peter Beier (1934–1996), Theologe
- Christian Weber (1946–2019), Politiker (SPD), Präsident der Bürgerschaft der Freien Hansestadt Bremen.